# Jordi Valls i Pozo
Jordi Valls i Pozo (Barcelona, 25 de gener de 1970) és un poeta català que viu a Santa Coloma de Gramenet, ciutat que ha marcat bona part de la seva trajectòria poètica. Ha presidit l'Associació de Joves Escriptors en Llengua Catalana (1994-1996), i és membre de l'Associació d'Escriptors en Llengua Catalana (AELC) i el PEN Club Català.
Com a guanyador dels Jocs Florals de l'any 2006, és el primer autor a ostentar el càrrec de Poeta de la Ciutat. Ernest Farrés, autor de l'antologia 21 poetes del XXI (2001), afirma que «amb Jordi Valls la poesia no és solament subversió en la mesura que dona la facultat d'ultrapassar el marc de la realitat establerta, sinó que és sobretot l'essència del fet literari».
Ha estat traduït al castellà, italià, anglès, portuguès, romanès, occità.

## Llibres publicats
- D'on neixen les penombres? (premi Martí Dot de poesia 1994)
- Natura morta (Premi Vila de Martorell 1998)
- Oratori (premi Senyoriu d'Ausiàs March 1999)
- La mel d'Aristeu (premi de poesia Gorgos 2003)
- La mà de batre (premi Grandalla de poesia 2005)
- Violència gratuïta (premi Jocs Florals 2006)
- Última oda a Barcelona, coautoria de Lluís Calvo
- Retrat de Montserrat Abelló, 2009
- Felix Orbe
- Ni un pam de net al tancat dels ànecs, 2011
- Mal -, 2013
- L'illa misteriosa, 2014 (premi Rosa Leveroni)
- Guillem Tell, 2016
- Pollo, 2019
- Penumbras, 2019. Selecció de poemes, pròleg i traducció de José García Obrero. Ed. Bilingüe català-espanyol. Godall Edicions.
- Pla 10 de l'espai exterior, 2021
- Tractatus de la mort de la poesia catalana, 2023.
- Exegesis del sobreamor, 2025

## Premis
- 1994 Premi Martí Dot per D'on neixen les penombres?
- 1998 Premi Vila de Martorell per Natura morta
- 1999 Premi Senyoriu d'Ausiàs March per Oratori
- 2001 Premi Gata de Gorgos per La mel d'Aristeu
- 2004 Premi Grandalla (Andorra) per La mà de batre
- 2006 Premi Jocs Florals de Barcelona per Violència gratuïta
- 2014 Premi Cadaqués a Rosa Leveroni per L'illa misteriosa
- 2020 Premi Vicent Andrés Estellés de poesia per Pla 10 de l'espai exterior